# Hycleus sjoestedti
Hycleus sjoestedti is een keversoort uit de familie van oliekevers (Meloidae). De wetenschappelijke naam van de soort is voor het eerst geldig gepubliceerd in 1910 door Borchmann in Sjöstedt.